# Peter North
Peter North (nacido Alden Joseph Brown; el 11 de mayo de 1957 en Halifax, Nueva Escocia, Canadá) es un actor, director y productor de cine porno de nacionalidad canadiense. Ha participado en más de 1700 películas desde que debutara en el año 1983. Forma parte de los Salones de la Fama AVN y XRCO.

## Biografía
Tras criarse en Canadá, en 1982 se mudó a Los Ángeles buscando algún medio que le permitiera ganar dinero rápidamente para solventar sus problemas económicos. Esto le llevó a probar suerte en la industria del porno. A pesar de ser uno de los actores heterosexuales más conocidos, empezó rodando películas gay como Cousins (1983) o Bigger the better (1983) bajo el seudónimo de Matt Ramsey. En  Newcommers (1983) rodó con Lara Cott su primera escena con una pareja femenina. Rápidamente el actor empezó a destacar gracias a su físico atlético y su enorme capacidad eyaculatoria (capaz de alcanzar un metro y medio de distancia). Esta última le valdría apodos como The milkman o The bucket.
North tiene un pene que es enorme en longitud y diámetro. Muchas actrices porno han confirmado esto, como Savannah, Kaitlyn Ashley, Nikita Denise y Jewel De'Nyle. El pene de North mide 21.5 cm de largo y 15 cm de perímetro. La actriz porno Kelly O'Dell y Ha Moni Ross, quien dijo que North es actualmente el actor porno con el pene de mayor tamaño.
En 1986 se vio involucrado en la investigación judicial derivada del descubrimiento de que la actriz Traci Lords había rodado numerosas escenas, algunas con el propio Peter North, siendo aún menor de edad.
Aunque debutó como director a finales de los años 80, desarrolló más esa faceta a partir del 2000, especialmente desde la creación en 2003, de su propia productora llamada: North Star. Esta le sirvió para producir sagas como North Pole (que cuenta con más de 70 entregas) o Anal Addicts.

## Premios
- 1990 F.O.X.E al actor preferido por el público.[7]
- 1991 F.O.X.E al actor preferido por el público.[7]
- 1992 F.O.X.E al actor preferido por el público.[7]
- 1998 Premio AVN a la mejor escena en grupo por Gluteus to the Maximus.[8]
- Inclusión en el AVN Hall of Fame.
- Inclusión en el XRCO Hall of Fame.